# Гіпертермофільні білки
Гіпертермофільні білки (en. Hyperthermophilic proteins) — білки, що здатні зберігати свою унікальну просторову структуру поліпептидного ланцюга під дією високої температури.
Білки термофільних (температура росту ∼ 45–75 °C) та гіпертермофільних (температура росту ≥ 80 °C) організмів демонструють надзвичайну термостійкість та стійкість до хімічних денатурантів.

## Класифікація організмів та їх порівняння
Більшість гіпертермофілів належать до архей, набагато менше належать до прокаріотів. З еукаріотів найбільш наближено до гіпертермофілів можуть проявляти свої можливості тихоходи. Гіпертермофільні мікроорганізми, присутні серед архей та бактерій, розмножуються при температурі близько 80-100 °С. Більшість відомих до цього часу родів мають морське походження, однак деякі з них були знайдені на континентальних гарячих джерелах та солончаках.
За температурою, яка є сприятливою для існування і розмноження, організми поділяються на:
Психрофіли (<10 °С), мезофіли (10–45 °С), термофіли (45–75 °С), гіпертермофіли (>80 °С).
Найбільша температура за якою виявлене розмноження, це 122 °С (Methanopyrus kandleri).
Гіпертермофілів можна розділити на два класи:
1. Древні гіпертермофіли – організми, які протягом своєї еволюції завжди були гіпертермофілами.
2. Нові гіпертермофіли – організми, які недавно стали гіпертермофільними[2]

Білки з таких організмів зазвичай проявляють надзвичайну термостабільність, але за конструкцією вони дуже схожі на їх мезостабільні аналоги.

## Термодинаміка та стратегії термостійкості

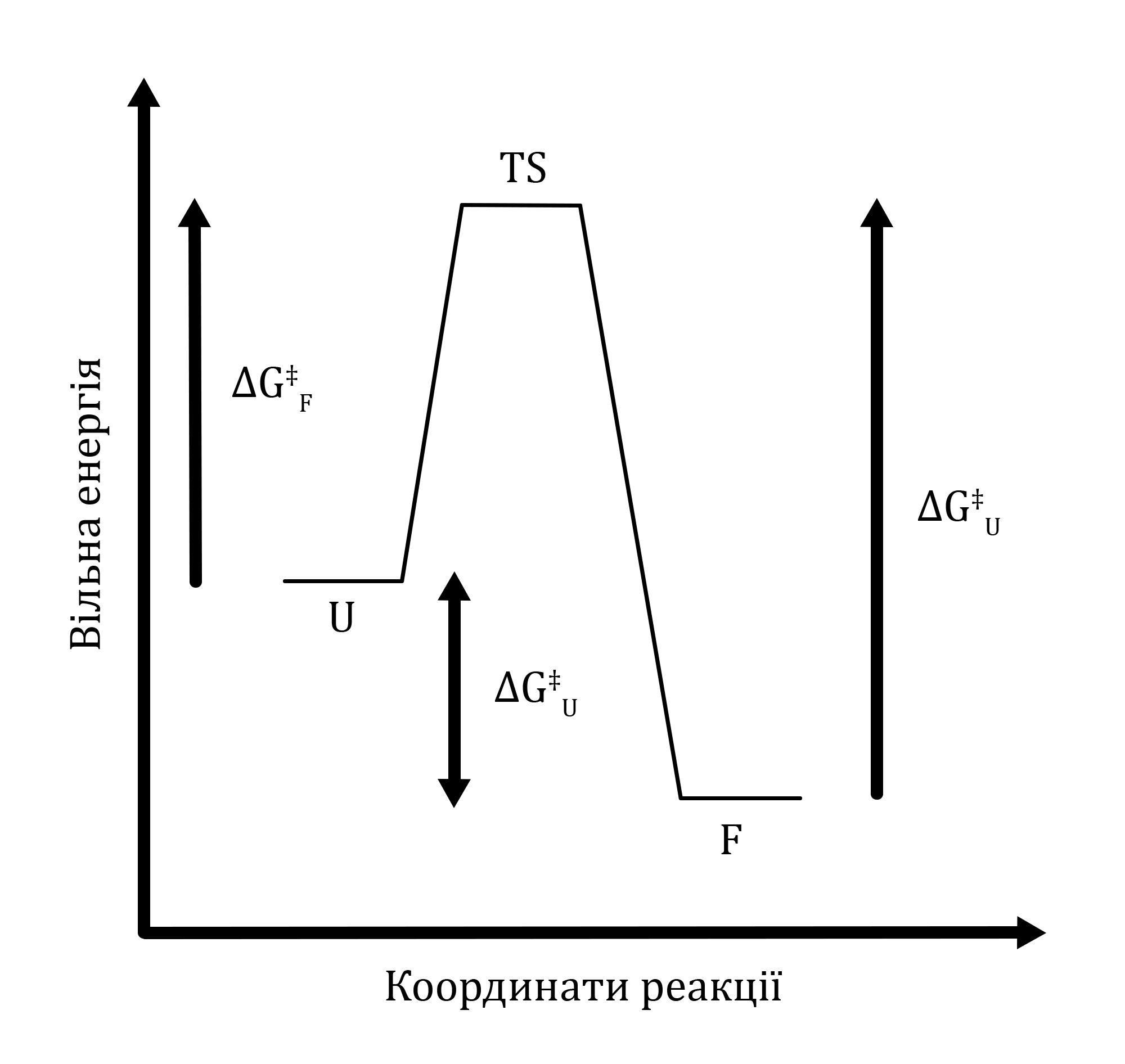
Термодинамічна стійкість білків кількісно визначається вільною енергією Гібса.

Термостабільність білки досягають різними способами:
1. Збільшення числа йонних взаємодій
2. Збільшення ступеня гідрофобного згортання[en]
3. Збільшення кількості пролінів
4. Зменшення кількості глутамінів
5. Велика жорсткість вторинної структури
6. Більш короткі зовнішні петлі
7. Більш високі ступені олігомерізації
8. Більша кількість β-шарів (у гіпертермостабільних білках, у відношенні до помірно термостабільних)[3]

Термодинамічна стійкість білків кількісно визначається вільною енергією Гіббса:
{\displaystyle \Delta (G_{U})=-RT\ln(K_{U})},
де {\displaystyle R} - газова стала, {\displaystyle T} - абсолютна температура, {\displaystyle K_{U}}- константа рівноваги,
{\displaystyle K_{U}=k_{f}/k_{u}},  де {\displaystyle k_{f}} - константа швидкості згортки, {\displaystyle k_{u}}- константа швидкості розгортання білку. 

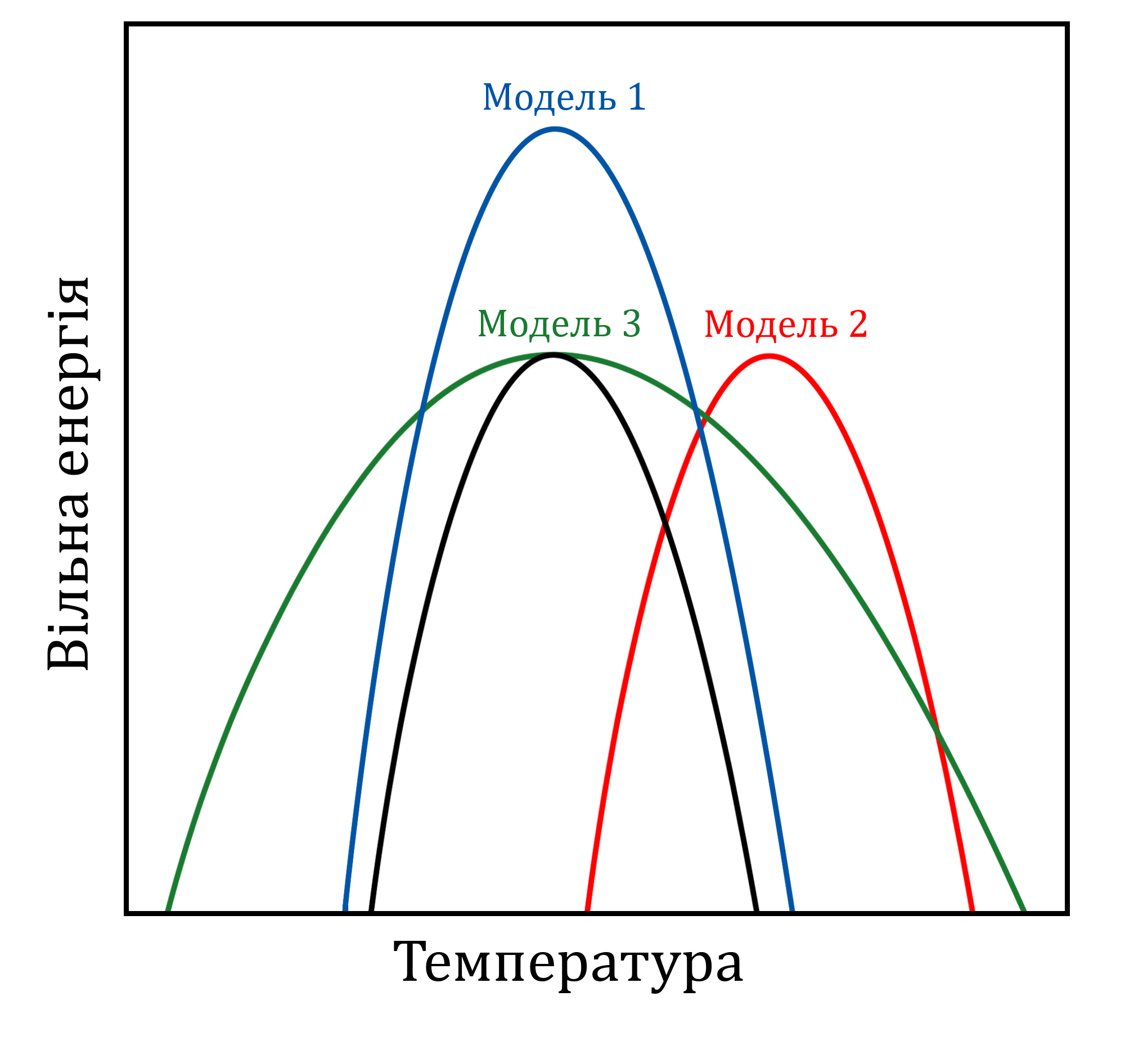
Три термодинамічні моделі для термостабільних і гіпертермостабільних білків

Були також запропоновані гіпотези термостабільності:
1. Швидка згортка
2. Повільна розгортка
3. Комбінація обох типів

Але було доведено, що збільшення термостабільності йде тільки за рахунок повільної розгортки.
На теперішній час розглядають 3 термодинамічні моделі для термостабільних і гіпертермостабільних білків:
1. Збільшення максимального {\displaystyle \Delta G_{U}}протягом всього діапазону температур
2. Зсув діапазону температур до високих без зміни максимальної {\displaystyle \Delta G_{U}}
3. Розширення діапазону температур без зміни максимального {\displaystyle \Delta G_{U}}

Для гіпертермостабільних спостерігається комбінація 1 та 2 моделей, а для термостабільних комбінація 1 та 3 моделей.

## Особливостіфолдингу

#### Роль флуктуацій у термостабільності білку
Існують два погляди:
1. Термостабільність пов'язана з підвищеною жорсткістю білкового каркаса паралельно зі зменшенням гнучких частин структури.
2. На відміну від аргументів вище експериментальними дослідженнями та комп'ютерним моделюванням було показано, що термічна толерантність білка не обов'язково корелює з пригніченням внутрішніх коливань та рухливості.

Обидві концепції, жорсткість і гнучкість, представляють незалежні від часу особливості, що описують статичні властивості, нехтуючи тим, що відносний рух у певні часові масштаби можливий у структурно стійких областях білка. Це говорить про те, що суворе розділення жорстких і гнучких частин білкової молекули не є достовірним.
Також це свідчить, що білок може бути жорстким у мікроскопічному масштабі часу та гнучким у більш тривалому часовому масштабі.

#### Порівняння фолдингу гіпертермофільних білків з мезофільними
Для оцінки геометрії білків, були взяті для порівняння такі характеристики:
1. Глибина укриття – відстань від поверхні молекули до кожного атома.
2. Глибина ходу – відстань від опуклої точки на поверхні молекули до кожного атома.
3. Сферичність.

Середня глибина укриття у гіпертермостабільних білків значно вище, ніж у мезостабільних білків, що вказує на більшу віддаленість атомів від поверхні. Середня глибина ходу у гіпертермостабільних білків значно менша, ніж у мезостабільних, що вказує на меншу кількість кишеньок, та меншу їх глибину. Також гіпертермостабільні білки приймають більш сферичну форму. У гіпертермостабільних білків заряджені залишки залишаються не укриті, незаряджені та інші більш укриті, а аланін переважно глибоко укритий.